# Fritz Huber (Autor)
Fritz Huber (* 1942 in Salzburg) ist ein österreichischer Schriftsteller.

## Leben
Huber war nach einer kaufmännischen Ausbildung (Handelsakademie) über dreißig Jahre lang EDV-Leiter eines österreichischen Elektro-Konzerns. Mit zunehmender Berufstätigkeit, die stark von analytischen Erfordernissen geprägt war, suchte er im Schreiben ein Gegengewicht. Erste literarische Gehversuche unternahm er ab 1997 im seinerzeitigen Literatur-Café im oberösterreichischen Bildungshaus Puchberg bei Wels. 
Huber lebt in Wals bei Salzburg. Er ist Mitglied der Salzburger Autorengruppe.

## Werke
Fritz Huber schreibt und veröffentlicht Lyrik.
- Ein brennender Fisch, Lyrik, Arovell Verlag Gosau 2005, ISBN 3-901435-54-9.
- Entsprungene Zwillinge, Lyrik, Arovell Verlag Gosau 2006, ISBN 3-901435-83-2.
- Streiflichter, Lyrik, Arovell Verlag Gosau 2015, ISBN 978-3-902808-72-1.